# Edwin Salisbury
Edwin „Ed“ Lyle Salisbury (* 3. Mai 1910 in Walnut Grove, Kalifornien; † 22. November 1986 in Sacramento) war ein US-amerikanischer Ruderer.
Der 1,87 m große Edwin Salisbury studierte am Sacramento Junior College und an der University of California, Berkeley. 1932 siegte der Achter der Golden Bears, des Sport-Teams der Universität in Berkeley, bei den Meisterschaften der Intercollegiate Rowing Association und qualifizierte sich auch für die Olympischen Spiele 1932 in Los Angeles. Salisbury war Schlagmann des Bootes, das im Vorlauf der Olympischen Regatta mit vier Sekunden Vorsprung auf das Boot aus Kanada gewann. Im Finale führte lange der italienische Achter, der im Ziel zwei Zehntelsekunden Rückstand auf das kalifornische Boot hatte, Bronze ging an die Kanadier.
Nach seinem Studium ging Salisbury in die Verpackungsindustrie und war später Manager einer Firma für Obstverpackungen.